# ناجورمیگو
ناجورمیگو یا آنومالوکاریس (نام علمی: Anomalocaris) نام یک سرده از شاخه بندپایان است. بزرگ‌ترین نمونه کشف‌شده از این بندپا یک متر طول داشته و جزء بزرگ‌ترین شکارچیان زمان خود بوده‌است. ناجورمیگو یا آنومالوکاریس بین ۵۲۵ تا ۵۰۰ میلیون سال پیش در کامبرین میانی در آب‌های کانادا و جنوب چین زندگی می‌کرده‌است.
ناجورمیگو بزرگ‌ترین جانور اکوسیستم کمبرینی است که سنگواره‌اش در برجس شل بریتیش کلمبیای کانادا باقی مانده‌است. سر این جانور دو چشم داشت که جلوی یک جفت برون‌اندام بندبندِ پایین‌خم قرار گرفته بودند. هر بند از این برون‌اندام‌ها یک جفت زائده‌ی تیغ‌مانند در زیرشان داشتند. دهان ناجورمیگو در قسمت زیرین سرش بود و حلقه‌ای از پولک‌های کشیده داشت. پشت هر چشم سه باله‌ی کوچک بودند و دم کوچکش هم باله‌ای بالاسو داشت. هرچند ناجورمیگو احتمالاً شناگر چندان سریعی نبود، دانشمندان معتقدند این جانور در رأس زنجیره‌ی غذایی دریاهای کمبرینی بوده‌است. اندازه‌ی بزرگ ناجورمیگو، که طولش تا بیشتر از ۱ متر می‌رسید، و دهان هولناک دایره‌شکلش به این جانور امکان می‌داد شکارهای کوچک‌تری مثل تریلوبیت‌ها را به‌آسانی گرفتار کند.
در آغاز تکه‌های جداشده ناجورمیگو را جانورانی مجزا تصور می‌کردند. برون‌اندام‌های پیشین این جانور را شکم بندبندِ سخت‌پوستی میگومانند می‌دانستند و دهان دایره‌شکلش را نوعی عروس دریایی.